# Ernesto Laroche
Pour les articles homonymes, voir Laroche.
Ernesto Laroche (Montevideo, 1879 - 1940) est un peintre, aquafortiste et critique d'art uruguayen. Il a aussi été directeur du Museo Nacional de Bellas Artes.

## Biographie

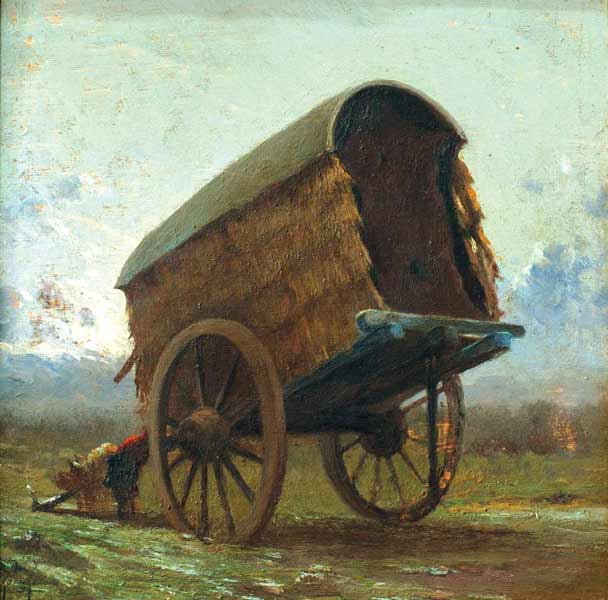
La carreta, l'une des œuvres caractéristiques de Laroche.

Ernesto Laroche est né à Montevideo le 8 mars 1879. Il suit un enseignement classique mais auprès de professeurs particuliers en élémentaire et au collège.
De 1893 à 1896, il suit l'enseignement artistique du peintre Federico Renóm,. Il n'a pas eu d'autres professeurs ni a effectué de voyage initiatique en Europe, comme c'était la tradition.
Laporte commence sa carrière comme dessinateurs de ponts et de routes en 1906, puis devient secrétaire du Museo Nacional de Bellas Artes dès sa fondation en 1911, avant d'en devenir le deuxième directeur en 1928 — un poste qu'il occupe jusqu'à sa mort en 1940,.
Membre de diverses sociétés d'artistes en Uruguay et à l'étranger, il est aussi professeur de dessin de la Faculté de Sciences Économiques ainsi que dans l'Enseñanza Secundaria y Preparatoria.
Ernesto Laporte utilise le pseudonyme Horace Le Serton ou sa variante H. le S. pour signer les critiques d'art qu'il publie dans des journaux de Montevideo.
Ernesto Laporte meurt le 2 juin 1940 dans sa ville natale.
Après sa mort, sa famille ouvre dans la maison où il a vécu le Museo y Archivo Ernesto Laroche.

## Œuvre

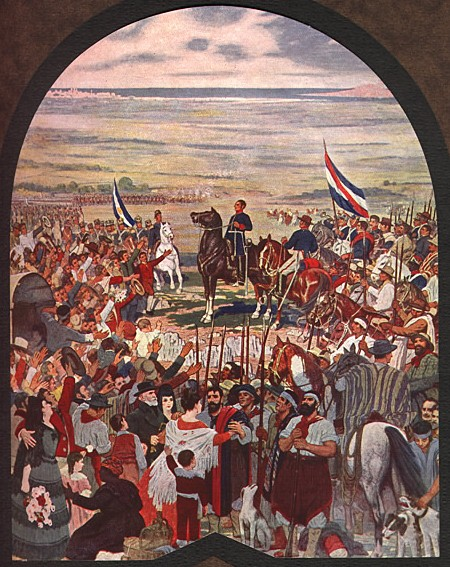
Encuentro entre Artigas y Rondeau en el Cerrito, domine la salle de l'assemblée nationale, dans le Palacio legislativo, à Montevideo.

Son œuvre tourne principalement autour de la volonté de représenter de nombreux paysages du territoire uruguayen, comme les montagnes, les lagunes, les ruisseaux et autres éléments typiques des zones rurales telles que des ranchs ou des routes, comme dans La carreta. Il a présenté quarante-et-une expositions individuelles et a participé à quinze collectives.
Il aurait produit plus de mille œuvres de supports et styles très variés, puisqu'il a réalisé des miniatures, des œuvres de grandes dimensions, comme Encuentro entre Artigas y Rondeau en el Cerrito, qui est installé au centre du parlement, des décorations murales, des lithographies, des eaux-fortes et des monotypes, des aquarelles et des pastels. Il a aussi réalisé des caricatures pour le journal Diario Nuevo.
Il a reçu plusieurs prix nationaux et internationaux, en particulier en 1929, quand il reçoit la médaille d'or de l'Exposition ibéro-américaine de 1929,.
En 1939, Laroche, également critique et historien de l'art uruguayen, publie le livre Algunos pintores y escultores,, qui reçoit le prix du ministère de l'instruction publique uruguayen.

## Conservation
Plusieurs de ses œuvres sont conservées au Museo Nacional de Artes Visuales, au Museo Histórico Nacional (es) et dans la Pinacoteca Eusebio Giménez (Mercedes, Soriano).